# Контии
Контии, или острохвостые змеи (лат. Contia) — род змей из семейства ужеобразных. В настоящее время включают два вида, обитающих в Северной Америке — Contia tenuis и Contia longicaudae. Ранее к роду Contia также относили несколько видов ужеобразных, обитающих в Старом Свете (в том числе, на территории СНГ). Однако в настоящее время они выделены в отдельный род — Eirenis.